# محمد نظر
محمد نظر (بالإندونيسية: Muhammad Nazar)‏ هو سياسي إندونيسي، ولد في 1 يوليو 1973 في إندونيسيا. حزبياً، نشط في Independent Voice of the Acehnese Party ‏.